# Hodges (Carolina do Sul)
Hodges é uma cidade  localizada no estado norte-americano de Carolina do Sul, no Condado de Greenwood.

## Demografia
Segundo o censo norte-americano de 2000, a sua população era de 158 habitantes.
Em 2006, foi estimada uma população de 166, um aumento de 8 (5.1%).

## Geografia
De acordo com o United States Census Bureau tem uma área de
2,0 km², dos quais 2,0 km² cobertos por terra e 0,0 km² cobertos por água.

## Localidades na vizinhança
O diagrama seguinte representa as localidades num raio de 16 km ao redor de Hodges.